# Bill Rademacher
(en) Statistiques sur pro-football-reference
William Stiles Rademacher, né le 13 mai 1942 à Menominee et mort le 2 avril 2018 à Marquette, est un joueur et entraîneur américain de football américain.

## Biographie

### Enfance
Rademacher fait ses études à la Menominee High School avant d'entrer à l'université du Nord du Michigan.

### Carrière

#### Université
De 1960 à 1963, il défend les couleurs des Wildcats en football américain, évoluant comme receveur et defensive back, recevant une mention honorable All-America et le titre de MVP de son équipe en 1963,. 

#### Professionnel
Bill Rademacher n'est sélectionné par aucune équipe lors de la draft 1964 de la NFL. Il s'engage comme agent libre avec les Jets de New York et joue six matchs lors de sa saison de rookie, interceptant même une passe de George Blanda face aux Oilers de Houston. Pendant les quatre premières saisons de sa carrière, Rademacher se contente d'un poste de remplaçant, évoluant également en Atlantic Coast Football League, une ligue-réserve utilisée par les équipes de la NFL, et ne joue qu'épisodiquement chez les Jets avant de bénéficier de plus de temps de jeu lors de l'année 1968, année du sacre de New York au Super Bowl III,. 
Lors de la pré-saison 1969, il est remercié par New York et rejoint les Patriots de Boston où il est placé dans un rôle de receveur réceptionnant six passes pour soixante-dix-huit yards et un touchdown face à son ancienne équipe. Pendant deux saisons, il est l'un des receveurs remplaçants et marque les trois seuls touchdowns de sa carrière avant de prendre sa retraite.
Rademacher décide de se tourner vers le banc et devient entraîneur, d'abord chez les Musketeers de Xavier comme assistant en 1972 et 1973 avant de retourner à l'université de Northern Michigan après la clôture du programme de Xavier,. De 1974 à 1977, il est adjoint de l'équipe remportant le titre de champion de la Division II en 1975 avant d'être nommé entraîneur-chef du programme en 1978. En 1980, Rademacher reçoit la distinction d'entraîneur de l'année pour la Mid-Continent Conference et réalise le score de 37–16–1 et de trois participations aux play-offs sur cinq saisons avant d'accepter un poste chez les Spartans de Michigan State,. 
En 1981, il est introduit au temple de la renommée de l'université de Northern Michigan et dans celui de la péninsule supérieure du Michigan en 1983,.